# Suchodus
Suchodus durobrivensis
Genre
Espèce
Synonymes
- † Metriorhynchus durobrivensis  Lydekker[1], 1890

Suchodus  est un genre éteint de grands crocodyliformes marins de la famille des métriorhynchidés et de la sous-famille des géosaurinés ayant existé au Jurassique moyen (Callovien moyen), il y a environ 165 Ma (millions d'années). Ses fossiles sont connus uniquement en Angleterre.
Une seule espèce est rattachée au genre : Suchodus durobrivensis.

## Étymologie
Le nom de genre Suchodus est composé des mots du grec ancien Soũkhos, « crocodile » et Odoús, « dent », pour donner « dents de crocodiles ».

## Découverte
Suchodus provient de l'« Oxford clay », une formation géologique, datée ici du Callovien moyen, près de Peterborough dans le Cambridgeshire en Angleterre.

## Description

### Taille
Dans le Callovien d'Angleterre au moins trois espèces de métriorhynchidés : Suchodus,  cohabitait avec au moins deux autres métriorhynchidés, « Metriorhynchus » brachyrhynchus (autrefois considérée comme un Suchodus), et Metriorhynchus superciliosus.
Leurs tailles sont remarquablement semblables, entre 4,50 et 4,70 mètres. Cette taille est toutefois sensiblement inférieure à celle d'un autre géosauriné du Tithonien, Plesiosuchus, qui avec 7 mètres de long est le plus grand de la sous-famille.

### Anatomie
Suchodus présente un crâne relativement court et large, avec des dents tranchantes, adaptées à la capture de grosses proies.

## Liste des espèces

### Espèce valide
- † Suchodus durobrivensis, l'espèce type, décrite à l'origine sous le nom de Metriorhynchus durobrivensis par Richard Lydekker en 1890[1], est la seule espèce considérée comme valide[3].

### Espèce réattribuée

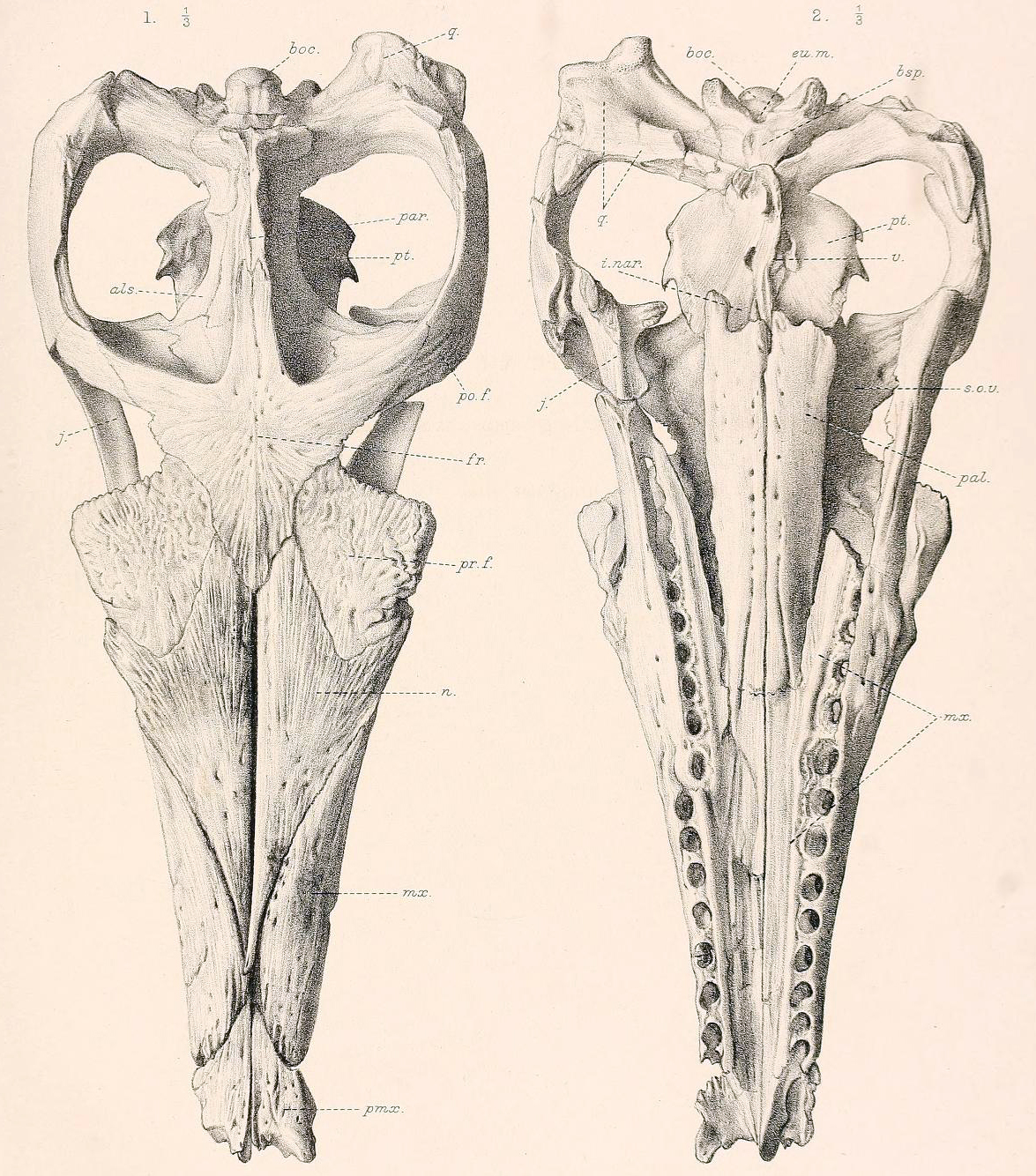
Crâne de « Metriorhynchus » brachyrhynchus, attribué un temps à Suchodus brachyrhynchus.

- † « Metriorhynchus » brachyrhynchus, découverte dans la carrière des Lourdines près de Poitiers dans le département de la Vienne en France, et décrite par Eugène Eudes-Deslongchamps en 1868[4],[5]. Elle a été attribuée au genre Suchodus, sous le nom de Suchodus brachyrhynchus, en 2010 par Mark T. Young et ses collègues[6], puis exclue de ce genre en 2012 avec comme nom provisoire : « Metriorhynchus » brachyrhynchus[3].